# Youri Djorkaeff
Youri Raffi Djorkaeff (Lyon, 9 de março de 1968) é um ex-futebolista profissional francês, que atuava como meia atacante.

## Biografia
Apesar de ser francês de nascimento, Djorkaeff possui raízes armênias, provenientes de sua mãe, Mary. O pai, Jean, que disputou a Copa de 1966 pelos Bleus, também possui ascendência proveniente de uma ex-república soviética. O meia-atacante também é descendente de calmucos (por parte de pai) e polacos.

## Carreira

### Grenoble
Iniciou a sua carreira profissional no ano de 1984, quando tinha apenas 16 anos de idade, defendendo o Grenoble, onde atuaria até 1989, quando foi contratado pelo Strasbourg, não ficando por muito tempo no novo time (apenas uma temporada).

### Monaco
No Monaco (até então um time de média expressão na França), Djorkaeff se destacou, marcando 65 gols em 177 partidas pela equipe vermelha e branca do Principado. Alcançou o auge na temporada 1993-94, conquistando a artilharia do Campeonato Francês com 20 gols.

### PSG
Atuando pelo PSG, Djorkaeff teve um desempenho menos brilhante em relação à sua passagem pelo Monaco, mas ainda teve tempo para marcar 17 gols em 43 partidas. Tal desempenho levou a Internazionale a contratá-lo, em 1996, ficando nos Nerazzurri durante três temporadas, até ser vendido ao Kaiserslautern, até então um dos principais clubes da Alemanha. Lá, foram 67 partidas e 17 gols.
A passagem de Djorkaeff pelo futebol alemão se encerrou em 2002, quando foi contratado pelo Bolton, que montava um "time dos sonhos", contratando, além do francês, o nigeriano Jay-Jay Okocha e o espanhol Iván Campo. Foi pelos Wanderers que ele teve seus últimos bons momentos na carreira, marcando vinte gols em 75 partidas.
O Bolton não conseguiu renovar o contrato de Djorkaeff ao final da temporada 2003-04, e o meia-atacante foi contratado pelo Blackburn. Fora de forma, disputou apenas três partidas pelos Rovers, ficando sem balançar as redes pela primeira (e única vez) em sua carreira profissional, seja por clubes, seja pela Seleção Francesa.
No ano de 2005, Djorkaeff fez sua última escala como jogador, ao assinar com o MetroStars (que se tornaria pouco tempo depois o New York Red Bulls). Aos 38 anos, ele ainda mostrava que seu faro de artilheiro não havia "morrido": foram 12 gols em 45 jogos pelo clube nova-iorquino.
Sua carreira foi encerrada em 29 de outubro de 2006, após o francês não conseguir se recuperar de uma grave lesão no ombro.

### Seleção da França
Djorkaeff estreou com a camisa dos Bleus em 1993, mas a França não obteve a vaga para a Copa de 1994. Titular a partir deste mesmo ano, foi convocado para sua primeira competição com a camisa azul: a Eurocopa de 1996. Mas seus melhores momentos com a Seleção vieram com os títulos da Copa de 1998, realizada na França, da Eurocopa de 2000 e da Copa das Confederações de 2001.
Aos 34 anos, foi convocado para a Copa de 2002, mas pouco fez para evitar a vexatória eliminação na primeira fase, sem marcar nenhum gol. Djorkaeff disse adeus à Seleção Francesa depois da participação da equipe no Mundial da Ásia.
Em nove anos de Seleção, foram 82 partidas e 26 gols marcados.

## Aventura na música
Em 28 de fevereiro de 2009, a emissora de rádio italiana 101 noticiou que o ex-jogador era admirador de música rap, mas, na verdade, ele teria lançado um single chamado "Vivre lumière dans ta" (Em tua luz), mas o ano de lançamento ainda é considerado incerto.

## Títulos
Monaco
- Copa da França: 1990–91

Paris Saint-Germain
- Recopa Européia: 1995–96
- Supercopa da França: 1995

Internazionale
- Copa da UEFA: 1997–98

França
- Copa do Mundo: 1998
- Eurocopa: 2000
- Copa das Confederações: 2001
- Copa Kirin: 1994